# Room for One More
Room for One More (br: Sempre cabe mais um) é um filme estadunidense de 1952, do gênero comédia, dirigido por Norman Taurog. Foi exibido na televisão portuguesa, na RTP, em 19 de Abril de 1966, na sessão "7ª Arte".

## Sinopse
Anne e George são casados e tem três filhos. Ela é muito caridosa e sempre leva para casa crianças abandonadas, sempre tratando-as muito bem, apesar de seus diferentes problemas e da relutância de seu marido em aceitá-las.

## Elenco
- Cary Grant ...  George 'Poppy' Rose
- Betsy Drake ...  Anna Rose
- Lurene Tuttle ...  Miss Kenyon
- Randy Stuart ...  Mrs. Foreman
- John Ridgely ...  Harry Foreman